# Staurogyne elegans
Staurogyne elegans là một loài thực vật có hoa trong họ Ô rô. Loài này được (Nees) Kuntze miêu tả khoa học đầu tiên năm 1891.